# 愛德姆·馬胡
愛德姆·馬胡（Edem Mahu）是加纳海洋科学家，目前擔任加纳大学的高級講師。她的研究涵蓋海洋健康、牡蠣漁業與氣候變遷。她獲得了 2022 年美國地球物理聯盟頒發的非洲海洋科學研究卓越獎。

## 早年生活和教育
馬胡大學時原欲就讀醫學系，但後來決定轉向海洋學與漁業研究，後在加納大學取得海洋學博士學位。在獲得美國地球物理聯盟非洲海洋科學研究卓越獎後，馬胡回顧了自己的職涯選擇時說道：
我必須坦言，在西非從事海洋科學是一個大膽的決定。這段旅程最讓我感到值得的，是我能為全球社群服務，培養了許多年輕科學家，並協助非洲海洋科學的能力建構。同時身為一位年輕女性科學家，努力發展自己的研究。 
她的研究利用放射性同位素重建几内亚湾沿岸重金屬污染的歷史。她分析了沉積岩心，並建立一份描述微量金屬分布與毒性的資料庫。在博士研究期間，她曾赴美國聖荷西州立大學進行兩次研究實習，於莫斯蘭登海洋實驗室研究。博士畢業後，馬胡成為加納第一位海洋生物地球化学家。

## 研究與職涯
馬胡參與了發展中國家婦女科學組織的一項專案，旨在為加納農地開發廉價的安卓配套土壤養分測試套組。她也參與国际科学基金会的的一項計畫，旨在了解加納重金屬污染的毒性影響。
她是「女性研究人員關鍵任務就業」（ERIKA）計畫的成員，該計畫隸屬於全球海洋觀測夥伴關係（POGO）論壇，旨在提升女性在海洋研究領域的代表性。
馬胡的研究目標之一，是透過復育加納逐漸減少的牡蠣族群來改善海洋健康。 

## 獲獎與榮譽
- 非洲科学院附屬 （2020）[9]
- 皇家学会「未來領袖—非洲獨立研究」奖学金（2020）[5]
- 國家地理學會「新銳探險家獎」（2021）[10]
- 美國地球物理聯盟非洲海洋科學研究卓越獎（2022）[4]